# MIDI
MIDI je skraćenica od eng. složenice Musical Instrument Digital Interface, i odnosi se za standardni međusklop koji omogućava spajanje elektronskih glazbala, računala i ostalih glazbenih perifernih uređaja i usklađuje razmjenu podataka između tih uređaja. MIDI ne razmjenjuje analogne signale, već digitalne signale koji opisuju zvuk koji uređaj ili glazbalo stvorilo. Kao standard MIDI je nastao 1982., i prihvaćen je kao standard od cijele muzičke industrije.
Midi je zvučni datotečni sadržajni format. To je malih datoteka koji sprema note, često rabljen za tipkovna glazbala. To nije format zvučne datoteke kao WAV koji rabi hrpu uzoraka za snimanje potpunoga zvuka nota koje se zapravo sviraju.